# Alfriston
Alfriston är en ort och civil parish i Storbritannien.   Den ligger i grevskapet East Sussex och riksdelen England, i den södra delen av landet, 80 km söder om huvudstaden London. Alfriston ligger 10 meter över havet och antalet invånare är 774.
Terrängen runt Alfriston är platt söderut, men norrut är den kuperad.  Närmaste större samhälle är Eastbourne, 9,9 km öster om Alfriston. Trakten runt Alfriston består i huvudsak av gräsmarker.